# Komisariat Straży Granicznej „Herby”
Komisariat Straży Granicznej „Herby” – jednostka organizacyjna Straży Granicznej pełniąca służbę ochronną na granicy polsko-niemieckiej w latach 1928–1939.

## Geneza
Na wniosek Ministerstwa Skarbu, uchwałą z 10 marca 1920 roku, powołano do życia Straż Celną. Proces tworzenia Straży Celnej trwał do końca 1922 roku. 
Komisariat Straży Celnej „Kamińsko”, wraz ze swoimi placówkami granicznymi, wszedł w podporządkowanie Inspektoratu Granicznego Straży Celnej „Praszka”.
W drugiej połowie 1927 roku przystąpiono do gruntownej reorganizacji Straży Celnej. W praktyce skutkowało to rozwiązaniem tej formacji granicznej.
Rozkazem nr 4 z 30 kwietnia 1928 roku w sprawie organizacji Śląskiego Inspektoratu Okręgowego dowódca Straży Granicznej gen. bryg. Stefan Pasławski powołał komisariat Straży Granicznej „Herby”, który przejął ochronę granicy od rozwiązywanego komisariatu Straży Celnej. W rzeczywistości komisariat Straży Celnej „Kamieńsko” z dniem 4 maja 1928 został przeniesiony do Herb.

## Formowanie i zmiany organizacyjne
W 1921 roku w Herbach stacjonował sztab 2 kompanii 4 batalionu celnego. 2 kompania celna jedną ze swoich placówek wystawiła w Herbach. 
Rozporządzeniem Prezydenta Rzeczypospolitej Polskiej Ignacego Mościckiego z 22 marca 1928 roku, do ochrony północnej, zachodniej i południowej granicy państwa, a w szczególności do ich ochrony celnej, powoływano z dniem 2 kwietnia 1928 roku  Straż Graniczną. 
Do 1828 roku funkcjonował komisariat Straży Celnej „Kamieńsko”. Z dniem 4 maja 1928 został przeniesiony do Herb.
Rozkazem nr 4 z 30 kwietnia 1928 roku w sprawie organizacji Śląskiego Inspektoratu Okręgowego dowódca Straży Granicznej gen. bryg. Stefan Pasławski przydzielił komisariat „Herby” do Inspektoratu Granicznego nr 14 „Lubliniec” i określił jego strukturę organizacyjną. 
Rozkazem nr 10 z 5 listopada 1929 roku w sprawie reorganizacji Śląskiego Inspektoratu Okręgowego komendant Straży Granicznej płk Jan Jur-Gorzechowski określił numer i nową strukturę komisariatu. 
Rozkazem nr 4 z 11 października 1932 roku w sprawach organizacji Małopolskiego Inspektoratu Okręgowego i niektórych inspektoratów granicznych', komendant Straży Granicznej płk Jan Jur-Gorzechowski utworzył  placówkę II linii „Częstochowa”.
Rozkazem nr 12 z 14 lipca 1939 roku w sprawie reorganizacji placówek II linii i posterunków wywiadowczych oraz obsady personalnej, komendant Straży Granicznej gen. bryg. Walerian Czuma zniósł posterunek SG „Węglowice”.

## Służba graniczna
Sąsiednie komisariaty:
- komisariat Straży Granicznej „Jaworzno” ⇔ komisariat Straży Granicznej „Lubecko” − 1928
- komisariat Straży Granicznej „Panki” ⇔ komisariat Straży Granicznej „Lubliniec” − listopad 1929

## Funkcjonariusze komisariatu
| Kierownicy/komendanci komisariatu | Kierownicy/komendanci komisariatu | Kierownicy/komendanci komisariatu | Kierownicy/komendanci komisariatu |
| stopień                           | imię i nazwisko                   | okres pełnienia służby            | kolejne stanowisko                |
| --------------------------------- | --------------------------------- | --------------------------------- | --------------------------------- |
| pkom.                             | Stefan Leśniak                    | 3 IX 1928 – 15 X 1930             | kierownik komisariatu „Linia”     |
| pkom.                             | Władysław Pszonka                 | 3 XI 1930 – 15 II 1932            | oficer wywiadowczy                |
| pkom.                             | Tadeusz Nowiński                  | 4 II 1932 – 15 I 1934             | kwatermistrz IG „Wielkie Hajduki” |
| kom.                              | Karol Kowalski                    | 13 I 1934 – 14 VI 1934            | przeniesiony w stan nieczynny     |
| kom.                              | Jarzy Kaczanowski                 | 19 VII 1934 – był XI 1937         |                                   |
| Zastępcy komendanta komisariatu   |                                   |                                   |                                   |
| starszy strażnik                  | Zygfryd Mentlikowski              | 1 V 1939 –                        |                                   |

## Struktura organizacyjna
Organizacja komisariatu w kwietniu 1928:
- komenda − Herby
- podkomisariat Straży Granicznej „Panki”
- placówka Straży Granicznej I linii „Podłęże Szlacheckie”
- placówka Straży Granicznej I linii „Stany”
- placówka Straży Granicznej I linii „Kod?”
- placówka Straży Granicznej I linii „Kluczno”
- placówka Straży Granicznej I linii „Kamińsko”
- placówka Straży Granicznej I linii „Braszczok”
- placówka Straży Granicznej II linii „Panki”
- placówka Straży Granicznej II linii „Herby”

Organizacja komisariatu w listopadzie 1929:
- 2/14 komenda − Herby
- placówka Straży Granicznej I linii „Kamińsko”
- placówka Straży Granicznej I linii „Łebki”
- placówka Straży Granicznej I linii „Braszczok”
- placówka Straży Granicznej I linii „Pawełki”
- placówka Straży Granicznej II linii „Herby”